# Henri Pachard
Henri Pachard, de son vrai nom Ron Sullivan, est un réalisateur et producteur américain de films pornographiques, né le 4 juin 1939 et mort le 27 septembre 2008.

## Biographie
Il a réalisé The Devil in Miss Jones 2 en 1982. Il a reçu plusieurs récompenses pour son travail.
Il est mort d'un cancer en septembre 2008.
Plusieurs autres membres de sa famille travaillent dans le X, comme ses fils Ralph Parfait et Nate Woodburn.

## Récompenses
AFAA Award
- 1979 : Best Director : "Babylon Pink" (1979)
- 1983 : Best Director : "The Devil in Miss Jones, Part II" (1982)
- 1985 : Best Director : "Taboo American Style 1: The Ruthless Beginning" (1985)

AVN Awards
- 1985 : AVN Award – Best Director (Video) – Long Hard Nights
- 1988 : AVN Award – Best Director (Video) – Talk Dirty to Me, Part V
- 1990 : AVN Award – Best Director (Film) – The Nicole Stanton Story, Parts 1 & 2
- AVN Hall of Fame

XRCO Awards
- 1986 : Best Director - Film : Taboo American Style 1: The Ruthless Beginning (1985)
- 1997 : XRCO Hall of Fame